# Brusnica Mala (Federacja Bośni i Hercegowiny)
Brusnica Mala – wieś w Bośni i Hercegowinie, w Federacji Bośni i Hercegowiny, w kantonie posawskim, w gminie Odžak. W 2013 roku liczyła 102 mieszkańców, z czego większość stanowili Serbowie.